# Vallabh Vidhyanagar
Vallabh Vidhyanagar là một thành phố và khu đô thị của quận Anand thuộc bang Gujarat, Ấn Độ.

## Nhân khẩu
Theo điều tra dân số năm 2001 của Ấn Độ, Vallabh Vidhyanagar có dân số 29.260 người. Phái nam chiếm 56% tổng số dân và phái nữ chiếm 44%. Vallabh Vidhyanagar có tỷ lệ 83% biết đọc biết viết, cao hơn tỷ lệ trung bình toàn quốc là 59,5%: tỷ lệ cho phái nam là 88%, và tỷ lệ cho phái nữ là 77%. Tại Vallabh Vidhyanagar, 8% dân số nhỏ hơn 6 tuổi.